# Sredni Urgal
Sredni Urgal (en rus: Средний Ургал) és un poble del krai de Khabàrovsk, a Rússia, que el 2012 tenia 451 habitants. Pertany al districte rural de Verkhnebureïnski.